# Joëlle Magnin-Gonze
Joëlle Magnin-Gonze (née à Louvain le 18 novembre 1961) est une botaniste suisse et belge, spécialiste de l'histoire de la botanique et conservatrice de la bibliothèque des Musée et jardins botaniques cantonaux de Lausanne, dans le canton de Vaud, en Suisse.

## Publications
- Histoire de la botanique, Delachaux et Niestlé, 2004, 2e édition augmentée 2009, 3e édition 2015 (présentation en ligne)Ouvrage de référence de  la bibliographie sur l'histoire de la zoologie et de la botanique, couronné par le prix P.J. Redouté en 2005